# Boršč
Boršč (ukrajinski: борщ) juha je od cikle, popularna u Istočnoj Europi, a osobito u ukrajinskoj, ruskoj i poljskoj nacionalnoj kuhinji. Boršč potječe iz Ukrajine. Priprema se na brojne načine i s raznovrsnim namirnicama.
Osnova boršča je juha od kostiju i mesa, najčešće govedina u ruskoj ili svinjetina u ukrajinskoj inačici boršča. Meso se stavi u vodu u većim komadima.
Cikla se reže na duže rezance. Od ostalog povrća koristi se i krumpir, mrkva, kupus i crveni luk. Krumpir i mrkva mogu se i izostaviti. Povrće izrezano na trake, prži se na ulju ili masti i dodaje u juhu od mesa i kostiju. Dodaju se i ocat i šećer po ukusu. 
U bogatiji boršč dodaju se i sjeckane kobasice, šunka ili suho meso i poslužuje se uz kiselo vrhnje. 
Postoje različite inačice u Ukrajini, Poljskoj i drugim zemljama. U Rusiji se uz boršč često poslužuje heljdina kaša, koja je zbog obilja željeza vrlo hranjiva. Postoji i inačica boršča bez mesa, ali s gljivama te boršč sa slatkovodnom ribom. Na području Istočne Europe ne mogu uspijevati sve vrste povrća pa glavninu povrća u boršču čini ono povrće, koje lako uspijeva poput: cikle, kupusa, crvenog luka i mrkve. Slično jelo je šči, ali bez cikle i s više kupusa.

## Galerija
- Vegetarijanski boršč
- Ukrajinski boršč s govedinom, vrhnjem i kiflom.
- Ružičasta boja tradicionalnog litvanskog hladnog boršča. Često se jede s kuhanim krumpirom, vrhnjem i začinima.
- Boršč